# Geising
Geising este un oraș din landul Saxonia, Germania.